# Zofar
Zofar (hebraico: צוֹפַר  ) foi um dos três companheiros de Jó.

## Participação na trama
Zofar foi o último a discursar, no debate com Jó. O seu raciocínio era semelhante  ao de Elifaz e Bildade; isto é, ele acusou Jó de ter pecado contra Deus, admoestando-o a que abandonasse o pecado.
No fim do debate, Deus ordenou que os três  companheiros oferecessem um grande sacrifício e que Jó orasse a favor deles.